# Nizamat-i-Maghrib
Nizamat-i-Maghrib fou una divisió administrativa del Principat de Bhopal amb una superfície de 4.152 km², una població de 132.042 habitants (1901) i regada pel Narmada i el Parbati. Les principals ciutats eren Sehore (16.864 habitants), Ashta i Ichhawar. Hi havia 622 pobles. Estava governat per un nazim i dividit en set tahsils:
- Ashta
- Ichhawar
- Bilkisganj
- Jawar
- Chhipaner
- Sehore
- Siddikganj

## Història
Va caure en mans de Dost Muhammad Khan el 1716; vers el 1745 fou ocupada pel peshwa maratha però fou retornada a Bhopal pels britànics el 1818.